# Francesco Accolla
Francesco Accolla (Floridia, 22 dicembre 1822 – Siracusa, 11 aprile 1882) è stato un politico italiano.

## Biografia
Figlio di Francesco ed Elisabetta Reale, crebbe in una famiglia numerosa composta da cinque fratelli e quattro sorelle.
Si trasferì a Napoli per studiare, dove si laureò in giurisprudenza presso l'Università degli Studi di Napoli Federico II. Ottimo oratore, conquistò negli anni grande fama presso il foro di Siracusa, dove andò ad abitare conseguita la laurea.